# NGC 7067
NGC 7067 је расејано звездано јато у сазвежђу Лабуд које се налази на NGC листи објеката дубоког неба.
Деклинација објекта је + 48° 0' 41" а ректасцензија 21h 24m 12,3s. Привидна величина (магнитуда) објекта NGC 7067 износи 9,7. NGC 7067 је још познат и под ознакама OCL 208.